# عمران اوزف
عمران اوزف (انگلیسی: Ümran Özev؛ زادهٔ ۱ ژانویهٔ ۱۹۹۵) بازیکن فوتبال اهل ترکیه است.
وی همچنین در تیم‌های ملی فوتبال Turkey women's national under-15 football team, Turkey women's national under-17 football team، و Turkey women's national under-19 football team بازی کرده‌است.